# Emile, of Over de opvoeding
Emile, of Over de opvoeding (Émile, ou De l'éducation) is de dubbele titel van het boek van de Franse filosoof Jean-Jacques Rousseau uit 1762. In dit werk zet Rousseau, een van de belangrijkste filosofen uit de Verlichting, zijn visie op de menselijke natuur uiteen en stelt hij de volgens hem ideale opvoedingsmethode voor. De Emile was naar Rousseaus eigen oordeel zijn beste en belangrijkste geschrift. Het boek heeft een sterke invloed gehad binnen de filosofie van de opvoeding en beïnvloedde pedagogen als Johann Bernhard Basedow, Johann Heinrich Pestalozzi en Friedrich Fröbel.

## Publicatie en censuur
Het boek, waarover hij twintig jaar lang had nagedacht, werd na drie jaar schrijven in 1762 uitgebracht in Frankrijk en in Nederland. Rousseau kreeg de stilzwijgende toestemming van Chrétien-Guillaume de Lamoignon de Malesherbes, het hoofd van de censuur, die het argument van werkgelegenheid gebruikte om de publicatie in Frankrijk te rechtvaardigen. De hertogin De Luxembourg, echtgenote van Charles Fréderic, assisteerde Rousseau bij het afsluiten van de twee contracten, zowel in Parijs als in Den Haag.
Tijdens het drukken werd het werk aan de Parijse editie stilgelegd. Rousseau die erg ziek was vanwege een prostaatvergroting en/of nierstenen, bovendien aan waanvoorstellingen leed en zich opwond, dacht dat de Jezuïeten het werk in handen hadden gekregen. Vervolgens verdacht hij de Jansenisten, toen zijn voormalige vrienden (de radicale filosofen), maar ook de buren die al zijn gesprekken konden horen, en gemakkelijk in zijn huisje konden komen.
De Émile werd kort na verschijnen in beslag genomen op de Sorbonne, door het Parlement van Parijs veroordeeld en op de trappen van het hooggerechtshof verbrand. Een week later werd ook in Genève Du Contrat social en de Émile op de brandstapel geworpen. Op aanraden van de Nederlandse ambassadeur Mattheus Lestevenon werd de Émile enkele weken later ook door de Staten van Holland verboden. De controverse draaide vooral om de in boek IV opgenomen geloofsbelijdenis van een laaggeplaatste kapelaan uit het Hertogdom Savoye. Hierin bepleit Rousseau deïstische natuurgodsdienst en verwerpt hij centrale dogma's uit de rooms-katholieke en protestantse kerken.

Eerst weten we niet hoe we moeten leven, en niet lang daarna zijn we er niet meer toe in staat. En in de ruimte die deze nutteloze extremen van elkaar scheidt, zijn we driekwart van ons leven bezig met slapen, werken, lijden, frustratie en zorgen van allerlei aard. Het leven is kort, niet zozeer omdat het zo kort duurt, maar omdat we bijna geen tijd hebben om ervan te genieten.

## Inhoud
Voor Rousseau was de natuur goed en de maatschappij slecht. De zogezegd verlichte beschavingen hadden de mens gecorrumpeerd. Om een kind te vrijwaren voor ondeugden kon men het beter opvoeden in de natuur dan in de maatschappij. Rousseau nam als gouverneur een denkbeeldig weeskind Emile onder zijn hoede en voedde hem op tot hij zelf vader werd. Het werk is onderverdeeld in vijf boeken: de eerste drie gaan over de jeugd van Emile, het volgende over zijn adolescentie en het laatste boek over zijn toekomstige echtgenote Sophie. 
Émile groeide op met weinig gezag en veel vrijheid. Hij mocht zich vooral niet laten meeslepen door de gangbare passies, opinies en autoriteiten. Hij leert door ervaringen die zijn huisleraar, niet toevallig ook Jean-Jacques geheten, voor hem organiseert: leren door te doen, timmerwerk, meubelmaken, tuinieren, zwemmen, verdwalen in bossen, en dergelijke. Hij leert Emile door eigen ervaring respect hebben voor boeren en handwerkslieden en leert hem dat die eigenlijk hoger staan dan koningen en prelaten. Jean-Jacques geeft Emile geen godsdienstonderwijs en houdt hem tot aan zijn 15e jaar verre van allerlei geleerde ‘kletspraatjes’, zoals ook geschiedkundige en filosofische verhandelingen. Rousseau geloofde immers in de aangeboren goedheid van de mens. De verschillen tussen arm en rijk, tussen heersers en onderdrukten maken de mens slecht. Door Emile in een landelijk isolement op te voeden en te harden in de natuur wil hij hem zuiver houden. Wel mag hij Robinson Crusoe lezen, als eerste en voorlopig enige boek.
Op seksueel vlak dient Emile minstens tot zijn twintigste onervaren te blijven. Ook masturbatie is uit den boze.
Jean-Jacques laat Emile pas gaan als hij al enige tijd getrouwd is met Sophie, aan wie hij het laatste deel van het boek wijdt. Meisjes moeten heel anders worden opgevoed dan jongens. Zij mogen bijvoorbeeld wel worden gestraft en moeten leren gehoorzamen aan de man. Zij moeten geen intellectuele stimulering krijgen, maar een praktische opvoeding gericht op moederschap en een huiselijk leven. Rousseau stond dus heel ver af van ideeën over gelijke rechten voor man en vrouw.
Op het einde kon Emile zijn plichten vervullen tegenover de maatschappij en een voorbeeld zijn voor zijn medemens.

## Receptie en invloed
Het boek had een enorme impact en wordt beschouwd als het meest invloedrijke werk over opvoeding van de 18e eeuw, zoniet van alle tijden. Simón Bolívar, André-Marie Ampère en Lodewijk XVI werden opgevoed met de opvoedkundige principes ervan. De praktijken van het inbakeren en zoogmoederen raakten gecontesteerd en moeders gingen op aanraden van Rousseau weer zelf hun kinderen de borst geven. Zijn eigen kinderen legde hij alle vijf tegen de wil van hun moeder in de bak van het vondelingenhuis.
Er was kritiek en censuur vanuit de gevestigde orde, die de Émile als subversief en ongodsdienstig beschouwde. Het dogma van de erfzonde verzette zich tegen het idee van de aangeboren en natuurlijke goedheid van de mens. Multatuli stuitte het psychologisch tegen de borst: Wie by 't schilderen van den Mensch, zondeloosachtigheid vooropstelt, kan nooit juist treffen. Ook in zijn eigen tijd waren verlichtingsdenkers sceptisch. D'Alembert vond het absurd een kind groot te brengen buiten de maatschappij en zonder contact met andere kinderen.
Rousseaus visie op het opvoeden van meisjes lokte eveneens reacties uit. Louise d'Épinay stelde in haar Conversations d'Émilie (1774) een alternatief model voor. Mary Wollstonecraft schreef in A Vindication of the Rights of Woman (1792) dat Rousseau vrouwen zag als slaven van hun man. Andere vrouwen, zoals Caroline Flachsland en Marie Phlipon, waren bewonderaars van de Émile.

## Trivia
- Van Immanuel Kant is bekend dat hij elke dag op dezelfde tijd ging wandelen, behalve toen hij begon met het lezen van Emile en zijn ommetje voor een keer oversloeg.

## Nederlandse vertalingen
Er bestaan in het Nederlands ruime maar geen volledige vertalingen van de Émile:
- Jean-Jacques Rousseau, Emile, of verhandeling over de opvoeding, uit het Fransch, met aantekeningen van Resewitz, Ehlers, Villaume, Trapp, Campe, Stuve en Heusinger, Campen, J. A. de Chalmot, 1790 (zonder de boeken III-V, herdrukt 1793)
- J.J. Rousseau, Emile, of Gedachten over opvoeding, vert. Steven Hermansz. ten Cate, Arnhem, E. Bleeker jr. en Ybe Ybes, 1877, 468 p. (zonder boek V)
- J.J. Rousseau, Emile, of, Over de opvoeding, vert. S.H. ten Cate en J.K. Rensburg, Amsterdam, Gebr. E. & M. Cohen, 1911, 452 p. (zonder boek V)
- Jean-Jacques Rousseau, Emile of over het wezen der opvoeding, uit het Fransch bewerkt door Is. Querido, Amsterdam, 1911
- Jean-Jacques Rousseau, Emile, of over de opvoeding, bewerkt ten dienste van ouders en onderwijzers, voorzien van een beknopte levensschets door Johs. H. Huyts, Rotterdam, W. L. & J. Brusse, 1912
- Jean-Jacques Rousseau, Emile, met een inleiding van A.R. Roose, 1924
- Jean-Jacques Rousseau, Emile, of Over de opvoeding, inl. Jeanne-Marie Noël, vert. Anneke Brassinga, Meppel, Boom, 1980 (ruime selectie, sommige delen samengevat)

Projet concernant de nouveaux signes pour la musique · Dissertation sur la musique moderne  · Discours sur les sciences et les arts · Discours sur la vertu du héros · Le devin du village · Narcisse ou l'Amant de lui-même · Discours sur l'origine et les fondements de l'inégalité parmi les hommes · Examen de deux principes avancés par M. Rameau · Jugement du Projet de paix perpétuelle de Monsieur l'Abbé de Saint-Pierre · Lettres morales, écrites entre 1757 et 1758, publication posthume en 1888 · Lettre sur la providence · J.-J. Rousseau, Citoyen de Genève, à M. d'Alembert sur les spectacles · Julie, ou la nouvelle Héloïse · Émile, ou De l'éducation, dans lequel est inclus La profession de foi du vicaire savoyard au livre IV · Du contrat social · Lettres écrites de la montagne · Lettres sur la législation de la Corse · Considérations sur le gouvernement de Pologne · Pygmalion · Essai sur l'origine des langues · Projet de constitution pour la Corse · Edictionnaire de musique · Les Confessions · Dialogues, Rousseau juge de Jean-Jacques · Les Rêveries du promeneur solitaire · Émile et Sophie, ou les Solitaires